# Clasificación para la Copa Asiática femenina de la AFC 2014
La Clasificación para la Copa Asiática femenina de la AFC 2014 se disputó entre mayo y junio del 2013 y tuvo como objetivo clasificar a cuatro selecciones para la Copa Asiática femenina de la AFC de 2014.
Fue disputada en cuatro sedes, Amán, Daca, Manama y West Bank por dieciséis selecciones.

## Formato
La competencia dividió a las dieciséis selecciones en cuatro grupos, donde cada participante compitió contra sus contrincantes una vez, totalizando tres partidos. El primer seleccionado de cada grupo clasificó a la Copa Asiática femenina de 2014.
| Grupo A    | Grupo B   | Grupo C    | Grupo D      |
| ---------- | --------- | ---------- | ------------ |
| Líbano     | Bangladés | Baréin     | China Taipéi |
| Kuwait     | Irán      | Kirguistán | India        |
| Jordania   | Filipinas | Hong Kong  | Birmania     |
| Uzbekistán | Tailandia | Vietnam    | Palestina    |

## Grupos

### Grupo A
| Equipo     | Pts | PJ | PG | PE | PP | GF | GC | Dif |
| ---------- | --- | -- | -- | -- | -- | -- | -- | --- |
| Jordania   | 9   | 3  | 3  | 0  | 0  | 30 | 0  | 30  |
| Uzbekistán | 6   | 3  | 2  | 0  | 1  | 22 | 4  | 26  |
| Líbano     | 3   | 3  | 1  | 0  | 2  | 12 | 10 | 2   |
| Kuwait     | 0   | 3  | 0  | 0  | 3  | 1  | 51 | -50 |

Los horarios corresponden al UTC+2, horario de Jordania.
| 5 de junio de 2013, 16:00 | Uzbekistán | 18:0 (11:0) | Kuwait | Estadio Internacional de Amán, Amán, Jordania                  |                                                                |
|                           | Zebo 4' 14' 21' 35' 45+1' 51' 58' 73' · Feruza 6' 42' · Kamola 23' · Makhliyo 31' · Makhfuza 34' 36' 65' · Moiseeva 70' · Fazilat 72' · Tanzilya 78' | Reporte     |        | Asistencia: 300 espectadores Árbitro(s): Maria Piedade Rebello | Asistencia: 300 espectadores Árbitro(s): Maria Piedade Rebello |

| 5 de junio de 2013, 19:00 | Jordania                                         | 5:0 (3:0) | Líbano | Estadio Internacional de Amán, Amán, Jordania           |                                                         |
|                           | Almasri 21' · Alnaber 33' 40' · Khraisat 53' 59' | Reporte   |        | Asistencia: 1000 espectadores Árbitro(s): Park Ji Yeong | Asistencia: 1000 espectadores Árbitro(s): Park Ji Yeong |

| 7 de junio de 2013, 16:00 | Líbano | 0:4 (0:3) | Uzbekistán                                        | Estadio Internacional de Amán, Amán, Jordania    |                                                  |
|                           |        | Reporte   | 2' Feruza · 41' Zebo · 45+2' Makhfuza · 46' Aziza | Asistencia: 100 espectadores Árbitro(s): Li Juan | Asistencia: 100 espectadores Árbitro(s): Li Juan |

| 7 de junio de 2013, 19:00 | Kuwait | 0:21 (0:12) | Jordania | Estadio Internacional de Amán, Amán, Jordania             |                                                           |
|                           |        | Reporte     | 3' 70' Jebreen · 16' 18' 19' 28' 32' 45+1' 53' 81' Jbarah · 17' 35' 38' 72' Alnaber · 20' 43' 56' 71' 84' 90+1' Alnahar · 78' Almasri | Asistencia: 500 espectadores Árbitro(s): Saltanat Noroozi | Asistencia: 500 espectadores Árbitro(s): Saltanat Noroozi |

| 9 de junio de 2013, 16:00 | Líbano | 12:1 (6:0) | Kuwait    | Estadio Internacional de Amán, Amán, Jordania    |                                                  |
|                           | Dbouk 12' · Asaaf 19' 51' · El Jaafil 27' · Schtakleff 29' 77' · Bahlawan 38' 90+3' · Al Sayegh 45+1' 46' · Hamadeh 56' · Bakri 80' | Reporte    | 86' Amani | Asistencia: 100 espectadores Árbitro(s): Li Juan | Asistencia: 100 espectadores Árbitro(s): Li Juan |

| 9 de junio de 2013, 19:00 | Uzbekistán | 0:4 (0:0) | Jordania                                     | Estadio Internacional de Amán, Amán, Jordania                    |                                                                  |
|                           |            | Reporte   | 57' 80' Khraisat · 59' Jebreen · 75' Alnaber | Asistencia: 2.500 espectadores Árbitro(s): Maria Piedade Rebello | Asistencia: 2.500 espectadores Árbitro(s): Maria Piedade Rebello |

### Grupo B
| Equipo    | Pts | PJ | PG | PE | PP | GF | GC | Dif |
| --------- | --- | -- | -- | -- | -- | -- | -- | --- |
| Tailandia | 9   | 3  | 3  | 0  | 0  | 15 | 1  | 14  |
| Filipinas | 6   | 3  | 2  | 0  | 1  | 10 | 1  | 9   |
| Irán      | 3   | 3  | 1  | 0  | 2  | 3  | 11 | -8  |
| Bangladés | 0   | 3  | 0  | 0  | 3  | 0  | 15 | -15 |

Los horarios corresponden al UTC+6, horario de Bangladés.
| 21 de mayo de 2013, 16:00 | Irán | 0:6 (0:5) | Filipinas                                                                 | Estadio Nacional Bangabandhu, Daca, Bangladés                          |                                                                        |
|                           |      | Reporte   | 1' Cooke · 3' Jurado · 4' 90+2' Shugg · 34' (a.g.) Kamangar · 41' Houplin | Asistencia: 1.200 espectadores Árbitro(s): Katherine Margaret Jacewicz | Asistencia: 1.200 espectadores Árbitro(s): Katherine Margaret Jacewicz |

| 21 de mayo de 2013, 19:00 | Tailandia                                                                                                | 9:0 (4:0) | Bangladesh | Estadio Nacional Bangabandhu, Daca, Bangladés            |                                                          |
|                           | Nam 16' · Seesraum 18' · Romyen 29' 45' 87' 90+3' · Chakma 58' (a.g.) · Srangthaisong 64' · Anongnat 79' | Reporte   |            | Asistencia: 3.000 espectadores Árbitro(s): Cong Thi Dung | Asistencia: 3.000 espectadores Árbitro(s): Cong Thi Dung |

| 23 de mayo de 2013, 16:00 | Filipinas | 0:1 (0:1) | Tailandia  | Estadio Nacional Bangabandhu, Daca, Bangladés              |                                                            |
|                           |           | Reporte   | 37' Romyen | Asistencia: 700 espectadores Árbitro(s): Sachiko Yamagishi | Asistencia: 700 espectadores Árbitro(s): Sachiko Yamagishi |

| 23 de mayo de 2013, 19:00 | Bangladesh | 0:2 (0:1) | Irán           | Estadio Nacional Bangabandhu, Daca, Bangladés              |                                                            |
|                           |            | Reporte   | 26' 51' Rahimi | Asistencia: 1.500 espectadores Árbitro(s): Thein Thein Aye | Asistencia: 1.500 espectadores Árbitro(s): Thein Thein Aye |

| 25 de mayo de 2013, 16:00 | Tailandia                                         | 5:1 (0:0) | Irán           | Estadio Nacional Bangabandhu, Daca, Bangladés          |                                                        |
|                           | Romyen 46' 65' 85' · Maijarern 70' · Seesraum 74' | Reporte   | 79' Marzdashti | Asistencia: 500 espectadores Árbitro(s): Cong Thi Dung | Asistencia: 500 espectadores Árbitro(s): Cong Thi Dung |

| 25 de mayo de 2013, 19:00 | Filipinas                                        | 4:0 (2:0) | Bangladesh | Estadio Nacional Bangabandhu, Daca, Bangladés                        |                                                                      |
|                           | Park 19' 90+5' · de los Reyes 29' · Barnekow 85' | Reporte   |            | Asistencia: 700 espectadores Árbitro(s): Katherine Margaret Jacewicz | Asistencia: 700 espectadores Árbitro(s): Katherine Margaret Jacewicz |

### Grupo C
| Equipo     | Pts | PJ | PG | PE | PP | GF | GC | Dif |
| ---------- | --- | -- | -- | -- | -- | -- | -- | --- |
| Vietnam    | 9   | 3  | 3  | 0  | 0  | 24 | 0  | 24  |
| Hong Kong  | 6   | 3  | 2  | 0  | 1  | 5  | 6  | -1  |
| Baréin     | 3   | 3  | 1  | 0  | 2  | 5  | 12 | -7  |
| Kirguistán | 0   | 3  | 0  | 0  | 3  | 2  | 18 | -16 |

Los horarios corresponden al UTC+3, horario de Baréin.
| 22 de mayo de 2013, 18:00 | Vietnam                                                              | 8:0 (5:0) | Baréin | Estadio Nacional de Baréin, Manama, Baréin        |                                                   |
|                           | Minh Nguyet 3' · Kim Hong 20' · Thi Xuyen 22' · Thi Muon 38' 58' 70' | Reporte   |        | Asistencia: 200 espectadores Árbitro(s): Wang Jia | Asistencia: 200 espectadores Árbitro(s): Wang Jia |

| 22 de mayo de 2013, 20:00 | Hong Kong             | 2:1 (1:0) | Kirguistán  | Estadio Nacional de Baréin, Manama, Baréin         |                                                    |
|                           | Cheung Wai Ki 41' 86' | Reporte   | 59' Tynkova | Asistencia: 60 espectadores Árbitro(s): Shiva Yari | Asistencia: 60 espectadores Árbitro(s): Shiva Yari |

| 24 de mayo de 2013, 18:00 | Baréin             | 1:3 (1:0) | Hong Kong                         | Estadio Nacional de Baréin, Manama, Baréin              |                                                         |
|                           | Salem Alhashmi 25' | Reporte   | 52' Wai Ki · 65' 69' Fung Kam Mui | Asistencia: 80 espectadores Árbitro(s): Rita Binti Gani | Asistencia: 80 espectadores Árbitro(s): Rita Binti Gani |

| 24 de mayo de 2013, 20:00 | Kirguistán | 0:12    | Vietnam | Estadio Nacional de Baréin, Manama, Baréin |                     |
|                           |            | Reporte |         | Árbitro(s): Li Juan                        | Árbitro(s): Li Juan |

| 26 de mayo de 2013, 18:00 | Vietnam | 4:0     | Hong Kong | Estadio Nacional de Baréin, Manama, Baréin |  |
|                           |         | Reporte |           |                                            |  |

| 26 de mayo de 2013, 20:00 | Kirguistán  | 1:4 (1:3) | Baréin                                | Estadio Nacional de Baréin, Manama, Baréin          |                                                     |
|                           | Tynkova 31' | Reporte   | 3' 33' Deena · 20' 49' Salem Alhashmi | Asistencia: 150 espectadores Árbitro(s): Shiva Yari | Asistencia: 150 espectadores Árbitro(s): Shiva Yari |

### Grupo D
| Equipo       | Pts | PJ | PG | PE | PP | GF | GC | Dif |
| ------------ | --- | -- | -- | -- | -- | -- | -- | --- |
| Birmania     | 7   | 3  | 2  | 1  | 0  | 11 | 0  | 11  |
| China Taipéi | 7   | 3  | 2  | 1  | 0  | 8  | 1  | 7   |
| India        | 1   | 3  | 0  | 1  | 2  | 2  | 5  | -3  |
| Palestina    | 1   | 3  | 0  | 1  | 2  | 1  | 16 | -15 |

Los horarios corresponden al UTC+2, horario de Palestina.
| 21 de mayo de 2013, 17:00 | China Taipéi                                                                    | 6:0 (4:0) | Palestina | Estadio Internacional Faisal Al-Husseini, West Bank, Palestina |                                                            |
|                           | Lin Ya-Han 5' 54' 80' · Yu Hsiu-Chin 40' · Lai Li-Chin 42' · Lin Kai-Ling 45+1' | Reporte   |           | Asistencia: 300 espectadores Árbitro(s): Pannipar Kamnueng     | Asistencia: 300 espectadores Árbitro(s): Pannipar Kamnueng |

| 21 de mayo de 2013, 20:00 | Birmania                                 | 2:0 (2:0) | India | Estadio Internacional Faisal Al-Husseini, West Bank, Palestina |                                                          |
|                           | Naw Ar Lo Wer Phaw 6' · Khin Moe Wai 26' | Reporte   |       | Asistencia: 150 espectadores Árbitro(s): Mai Hoang Trang       | Asistencia: 150 espectadores Árbitro(s): Mai Hoang Trang |

| 23 de mayo de 2013, 17:00 | Palestina | 0:9 (0:3) | Birmania                                                                      | Estadio Internacional Faisal Al-Husseini, West Bank, Palestina |                                                                |
|                           |           | Reporte   | 17' 26' Khin Moe Wai · 24' 74' 77' 80' 85' 88' Yee Yee Oo · 67' Margret Marri | Asistencia: 150 espectadores Árbitro(s): Maria Piedade Rebello | Asistencia: 150 espectadores Árbitro(s): Maria Piedade Rebello |

| 23 de mayo de 2013, 20:00 | India       | 1:2 (0:1) | China Taipéi                | Estadio Internacional Faisal Al-Husseini, West Bank, Palestina |                                                           |
|                           | Sasmita 54' | Reporte   | 42' Hsiu-Chin · 82' Li-Chin | Asistencia: 100 espectadores Árbitro(s): Edita Mirabidova      | Asistencia: 100 espectadores Árbitro(s): Edita Mirabidova |

| 25 de mayo de 2013, 17:00 | Palestina    | 1:1 (0:1) | India             | Estadio Internacional Faisal Al-Husseini, West Bank, Palestina |                                                          |
|                           | Caro 46' (p) | Reporte   | 35' Malik Sasmita | Asistencia: 150 espectadores Árbitro(s): Mai Hoang Trang       | Asistencia: 150 espectadores Árbitro(s): Mai Hoang Trang |

| 25 de mayo de 2013, 20:00 | Birmania | 0:0     | China Taipéi | Estadio Internacional Faisal Al-Husseini, West Bank, Palestina |                                                            |
|                           |          | Reporte |              | Asistencia: 100 espectadores Árbitro(s): Pannipar Kamnueng     | Asistencia: 100 espectadores Árbitro(s): Pannipar Kamnueng |

## Clasificados
| Bandera de Jordania | Bandera de Tailandia | Bandera de Vietnam | Bandera de Birmania |
| Jordania            | Tailandia            | Vietnam            | Myanmar             |